# 貝圖夫

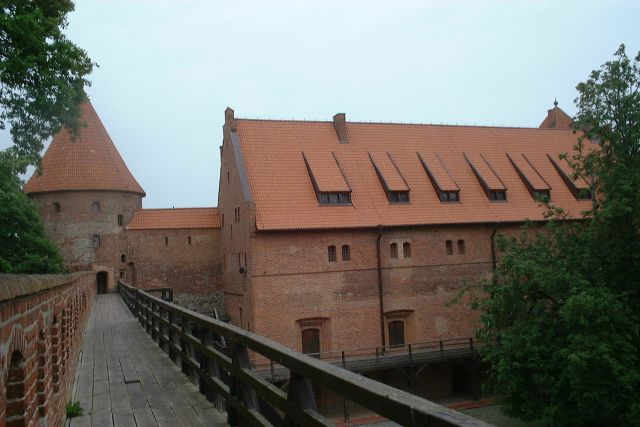

貝圖夫（波蘭語：Bytów，[ˈbɨtuf]  试听，德語：[ˈbyːto] ⓘ，比托）是波蘭的城鎮，位於該國西北部，由濱海省負責管轄，始建於十二世紀，面積8.72平方公里，鎮上的城堡建於1399年至1405年，2006年人口16,715。

## 外部連結
- Official website
- Pomeranian history including Bütow/Bytów & Lauenburg/Lębork
- Photo gallery （法文）

54°8′N 17°30′E / 54.133°N 17.500°E